# Kauman (Kauman)
Kauman is een bestuurslaag in het regentschap Ponorogo van de provincie Oost-Java, Indonesië. Kauman telt 5275 inwoners (volkstelling 2010).